# Guillaume de Contres
Guillaume de Contres (alias Encontres en textos romànics), ?-1216, va ser a principis del segle xiii un dels lloctinents de Simó de Montfort en la Croada contra els albigesos al Llenguadoc. Va ser un dels cinc membres del seu seguici immediat. Durant les campanyes de Moissac a la tardor de 1211, va salvar la vida de Simó, i va rebre d'ell en feu el mateix any la fortalesa de Castelsarrasin. Segons el cronista Pierre des Vaux-de-Cernay, en la seva Hystoria, aquest cavaller hauria format part dels deu beneficiaris dels feus de Languedoc, així recompensat per Simó de Montfort. Va morir el 1216 per una llançada.